# مکا (ایندیانا)
مکه (به انگلیسی: Mecca) نام یک شهرک در شهرستان پارک، ایندیانا در آمریکا است.